# Clubul Sportiv Știința Bacău 2014-2015 (pallavolo femminile)
Questa voce raccoglie le informazioni riguardanti il Clubul Sportiv Știința Bacău nelle competizioni ufficiali della stagione 2014-2015.

## Organigramma societario
Area direttiva
- Presidente: Florin Grapă

Area tecnica
- Allenatore: Florin Grapă
- Allenatore in seconda: Aurel Cazacu

## Rosa
| N° | Nome                 | Ruolo | Data di nascita   | Nazionalità sportiva |
| -- | -------------------- | ----- | ----------------- | -------------------- |
| 1  | Ioana Baciu          | S/O   | 4 gennaio 1990    | Romania              |
| 2  | Denisa Rogojinaru    | S     | 16 maggio 1985    | Romania              |
| 3  | Anastasija Harėlik   | S     | 20 marzo 1991     | Bielorussia          |
| 4  | Tesca Andrew-Wasylik | L     | 11 agosto 1990    | Canada               |
| 5  | Mihaela Herlea       | C     | 11 gennaio 1978   | Romania              |
| 6  | Mihaela Albu         | L     | 1º gennaio 1994   | Romania              |
| 7  | Olena Novhorodčenko  | P     | 5 febbraio 1988   | Ucraina              |
| 8  | Tatiana Lupu         | C     | 13 maggio 1988    | Moldavia             |
| 9  | Julija Stojanova     | S     | 22 luglio 1985    | Bulgaria             |
| 10 | Alexandra Sobo       | C     | 25 aprile 1987    | Romania              |
| 11 | Crina Hosu           | S     | 11 settembre 1980 | Romania              |
| 13 | Sabina Miclea        | P     | 4 dicembre 1990   | Romania              |
| 14 | Alexandra Badea      | C     | 14 agosto 1989    | Romania              |
| 15 | Irina Radu           | S     | 17 febbraio 1983  | Romania              |
| 18 | Lucía Gaido          | L     | 19 gennaio 1988   | Argentina            |